# Institutul Central de Statistică
Institutul Central de Statistică este denumirea organului central de statistică al României între anii 1934 și 1951.  În realitate nu există nici un fel de hiatus între fondarea la 28 aprilie 1859, prin decret domnesc al domnitorului Alexandru Ioan Cuza, a primei forme organizate de studii statistice de stat, Serviciului statistic central din Țara Românească, și actualul Institut Național de Statistică, fondat în 2001, conform Ordonanței de Urgență a Guvernului României 75/2001.  Institutul Central de Statistică este doar una din denumirile și stările intermediare ale acestui proces continuu de 147 de ani de statistică organizată de stat în România.   

## Scurt istoric al statisticii românești organizate

### "Epoca de aur" a statisticii românești

#### PrecursoriiDionisie Pop MarțianșiIon Ionescu de la Brad
Anul 1853 poate fi considerat ca anul de naștere al statisticii internaționale întrucât Primul Congres Internațional de Statistică a avut loc în Belgia, fiind organizat de Adolphe Quetelet (cu sprinjinul lui Porter și Senior din Anglia și Engel din Rusia). 
Precursorii statisticii în România, precum și primii ce au predat statistica au fost Ion Ionescu de la Brad și Dionisie Pop Marțian, care au intrat în contact cu știința statisticii pe vremea când studiau în străinătate.  
Participarea lui Dionisie Pop Marțian la Congresul Internațional de Statistică de la Viena, din 1857, a fost făcută din proprie inițiativă, neavând nici un sprijin oficial.  Deși a participat ca un simplu spectator, Pop Marțian a intrat în contact cu diferite personalități ale lumii statisticii, trăgând o serie de învățăminte ce urmau a-i folosi mai târziu. 

#### Organizarea statisticii în Țara Românească
Prima încercare de creare a unui Biroul de Statistică în arealul României de azi a fost făcută la 15 noiembrie 1857 în Țara Românească.  Această încercare a eșuat din lipsă de fonduri.  Odată cu înfăptuirea Unirii Principatelor române, la 24 aprilie 1859 Consiliul Administrativ al Principatelor aproba proiectul de lege pentru înființarea unui Birou de Statistică, precum și întocmirea unor statistici ale țării.  Domnitorul Alexandru Ioan Cuza îl numește pe Dionisie Pop Marțian ca șef al acestui Birou. 
Astfel, Decretul domnesc nr. 117 din 28 aprilie 1859 poate fi socotit ca data înființării oficiale a Serviciului statistic central din Țara Românească, devenit ulterior nucleul Serviciului Român de Statistică.   
După ce proaspătul numit director al Biroului de statistică, Pop Marțian, prezintă domnitorului Alexandru Ioan Cuza un "Proiect pentru instituirea unui Oficiu central de statistică administrativă", iar în 5 iunie 1859 prezintă o expunere de motive în fața camerei elective având același subiect, Adunarea electivă dezbate proiectul pe 1 iulie și îl aprobă, pe 3 iulie 1859.  La 12 iulie, domnitorul Cuza confirmă amendarea legii prin Hotărârea domnească nr. 276 consființind nașterea Oficiului Central Statistic din Țara Românească.

#### Organizarea statisticii în Moldova
Pe baza referatului prezentat domnitorului de Lascăr Catargiu, la 1 iulie 1859, domnitorul Alexandru Ioan Cuza dă decretul de înființare a Direcției de Statistică a Moldovei.  Simultan, domnitorul semnează un decret prin care Ion Ionescu de la Brad este numit director al Direcției de Statistică a Moldovei. 